# جوزيف باول
جوزيف باول (بالإنجليزية: Joseph Powell)‏ هو سياسي أمريكي، ولد في 23 يونيو 1828 في الولايات المتحدة، وتوفي في 24 أبريل 1904. حزبياً، نشط في الحزب الديمقراطي. وقد انتخب عضو مجلس النواب الأمريكي.